# Xiaotang (sockenhuvudort i Kina, Jiangxi Sheng, lat 28,21, long 115,91)
Xiaotang är en sockenhuvudort i Kina. Den ligger i provinsen Jiangxi, i den sydöstra delen av landet, omkring 53 kilometer söder om provinshuvudstaden Nanchang. Antalet invånare är 24 949. Befolkningen består av 11 618 kvinnor och 13 331 män. Barn under 15 år utgör 24,0 %, vuxna 15-64 år 68 %, och äldre över 65 år 7,0 %.
Runt Xiaotang är det tätbefolkat, med 459 invånare per kvadratkilometer. Närmaste större samhälle är Xiaogang, 6,4 km nordväst om Xiaotang. Trakten runt Xiaotang består till största delen av jordbruksmark.
Genomsnittlig årsnederbörd är 2 190 millimeter. Den regnigaste månaden är juni, med i genomsnitt 367 mm nederbörd, och den torraste är oktober, med 28 mm nederbörd.